# 13
 Тази статия е за тринайсетата година от новата ера.  За числото тринайсет вижте 13 (число).  За други значения вижте 13 (пояснение).
13 (тринайсета) година е обикновена година, започваща в неделя по юлианския календар.

## Събития

### В Римската империя
- Консули са Гай Силий Авъл Цецина Ларг и Луций Мунаций Планк (консул 13 г.).
- Властта и пълномощията на Август са подновени за последен път.[1]
- Тиберий получава подновяване на трибунската си власт (tribunicia potestas) за още десет години, както и за първи път върховна проконсулска власт (imperium proconsulare maius) равна на тази, държана от Август.[1]
- Германик получава проконсулска власт (imperium proconsulare).[2]
- 3 април – Август запечатва последния вариант на завещанието си, според което след смъртта му две трети от имуществото му е оставено на Тиберий, една трета на Ливия, а Агрипа Постум не е споменат.[1]

## Починали
- Уджулю, шанюй на хунну